# Swarovski
Swarovski AG — австрийская компания, специализирующаяся на производстве рассыпных кристаллов, украшений, кристальных фигурок и на огранке синтетических и природных драгоценных камней. Компания также производит оптическое оборудование и готовые светильники, в частности люстры.
Вся продукция под брендом Swarovski производится компанией Swarovski AG, основные производственные мощности и головной офис которой расположены в Австрии в городе Ваттенс. Группа Swarovski также включает в себя подразделения Tyrolit (производство абразивных и режущих материалов), Swareflex (светоотражающие и люминесцентные дорожные знаки), Signity (производство синтетических драгоценных камней) и Optik (оптические инструменты).
В Ваттенсе находится также музей кристаллов — «Кристальные миры Swarovski» (Kristallwelten Swarovski), это вторая по посещаемости достопримечательность Австрии.
Начиная с 2012 года кристалл Swarovski не содержит оксида свинца.

## История

### Ранние годы
Даниэль Сваровски, основатель компании Swarovski, родился в Богемии в семье потомственных огранщиков богемского хрусталя, который впоследствии стал известен как чешский хрусталь. Он получает хорошее образование и становится первоклассным мастером по огранке хрусталя.
После посещения в 1889 году Всемирной выставки в Париже, где были представлены первые машины, работающие на электричестве, Даниэль Сваровски в 1892 году изобрел первую в мире электрическую ограночную машину. Она позволила вывести огранку хрусталя на новый уровень, повысив скорость обработки, качество и точность граней, а также дав возможность наносить грани очень маленьких размеров. Таким образом Даниэль Сваровски совершил революцию в огранке хрусталя и создал совершенно новый продукт — камни и стразы небольших размеров с идеальными гранями.
Сваровски начал свою деятельность в Богемии, но развитие семейного бизнеса не заставило себя долго ждать, и вскоре уже понадобилось расширять производственные помещения под новое оборудование. Сваровски решил качественно подойти к вопросу расширения своего бизнеса и в 1895 году арендовал на пятилетний срок пустующее здание Ромбергской ткацкой фабрики (Rhomberg’schen Lodenfabrik) в небольшой деревушке Ваттенс, Австрия, заодно перевёз туда свою семью, составлявшую тогда вместе с ним пять человек. Тироль того времени предлагал достаточно благоприятные условия для начинающих предпринимателей, особенно для тех, которые обладали производственными ноу-хау и были готовы к инвестиционным рискам, а также, подобно Swarovski, пройдя путь от скромного семейного бизнеса до крупных национальных концернов, сформировали современный внешний вид тирольского индустриального ландшафта, умело адаптируясь к переменам в конъюнктуре рынка.
На том этапе организация производства носила в большей степени ручной характер и имела низкую степень механизации. Сваровски стал пионером внедрения в производство алмазошлифовочных машин и их непрерывного совершенствования вкупе с постоянным повышением квалификации операторов станков и промышленного оборудования, что позитивно отражалось на качестве производимой продукции. Одновременно с этим росли штаты новой компании, в 1900 году на фабрике уже было занято около ста наёмных рабочих. С увеличением объёмов выпускаемой продукции росли объёмы продаж, что позволило тогда же в 1900 году выкупить занимаемое предприятием фабричное здание, гидроэлектростанцию и землю под дальнейшее расширение компании.
Дальнейшее развитие предприятия на новом месте продолжалось более интенсивно, в значительной степени благодаря тому, что компания стала независимой от своих поставщиков стекла в Богемии, самостоятельно производя сырьё для собственной продукции.

### Первая мировая война
Во время Первой мировой войны, в силу возникших трудностей со снабжением стеклом, компания освоила производство и обработку абразивов. Полученный опыт позволил сконцентрироваться на производстве технических абразивов, особенно с учётом того, что они были остро необходимы военной промышленности Австро-Венгерской и Германской империй, поскольку имели весьма широкий спектр применения.

### Межвоенный период
По окончании войны абразивное производство не утратило своей актуальности, напротив, объёмы продаж в этом сегменте выросли. Кроме того, в межвоенный период компания для сохранения темпов роста возобновляет огранку драгоценных камней и переключается на выпуск стекольных изделий для науки, техники и быта, включая линзы для очков, бинокли, телескопы и линзы для оптических устройств всех видов, — это направление становится для компании основным на долгие годы.

### Аншлюс
С аншлюсом дела Сваровски пошли в гору. История Swarovski во время нацистского режима является типичной для многих западно-австрийских компаний. Фриц Сваровски был активным сторонником рейха, будучи хеймверфюрером Ваттенского района (начальником местной добровольческой военно-полицейской службы), финансировал австрийскую «Организацию защиты родины» (Organisation der Heimatwehr). Альфред Сваровски, до 1938 года состоявший в президиуме совета Тирольского союза промышленников (Kammerrat des Tiroler Industriellenbundes), после аншлюса стал председателем Экономической группы стекольной промышленности «Остмарк» и одновременно занял должности председателя Ассоциации тирольских промышленников и вице-президента Тирольской торгово-промышленной палаты «Альпенлянд», которую он возглавлял в 1938—1943 гг. С 1943 по 1945 г. он был президентом Инсбрукской торговой палаты и Тироль-Форальбергской региональной хозяйственной палаты (гаувиртшафтскаммер). Аншлюс позволил Сваровски существенно диверсифицировать направления деятельности, включив новые сферы производства (это позволило компании набрать запас устойчивости, который обеспечил им сохранение позиций до и после 1945 года).
Готовясь к возможным последствиям предстоящей войны для их бизнеса, руководство Swarovski уполномочило еврейского бизнесмена из бывшей Чехословакии Эрнеста Лёвенштайна представлять интересы компании в Северной Америке и поставило ему через порт Кобе (Япония) в порт Нью-Йорка запас ювелирных изделий, которого хватило, чтобы обеспечить потребности североамериканского ювелирного рынка в течение войны, — выбранная ими бизнес-стратегия их не подвела, поскольку экспортно-импортные операции из Австрии в США напрямую стали невозможны.

### Вторая мировая война
С началом Второй мировой войны ювелирные заводы были по уже имеющемуся опыту переориентированы на производство военной оптики (бинокли, буссоли, дальномеры, прицелы и др.). Помимо оптики возросло производство абразивов для военных нужд, что предопределило поступление дальнейших военных заказов. В 1940 году на заводах Swarovski был размещён заказ Имперского министерства вооружений на 13,5 тыс. стереотруб. Среднемесячное производство полевых биноклей возросло до 6 тыс. ед. в месяц. К середине войны показатель удалось довести до 7 тыс. биноклей в месяц. Swarovski, вместе с другими предприятиями оптической промышленности Третьего рейха, полностью удовлетворяли потребности Вермахта в оптических приборах. Компания была отмечена благодарностью фюрера за успехи в деле обеспечения войск оптическими приборами, — как прокомментировал это Манфред Сваровски:

[Власти Третьего рейха] были восхищены тем, насколько быстро мы способны производить высококачественную продукцию.
Оригинальный текст (англ.)[…] were surprised at how fast we were able to make top-quality items.— Манфред Сваровски в интервью журналу Forbes
Между тем, начало войны прошло не без последствий для ювелирной индустрии: в США, на волне патриотического угара, публичные персоны из высшего света и светские львицы, хорошо чувствовавшие текущую политическую конъюнктуру, демонстративно избавлялись от полированных кристаллов от Gablonz и Swarovski, покупая вместо них брошки на лацкан пиджака в форме американского флага в национальной розничной сети Macy’s. Благодаря имеющимся деловым связям Сваровски им удалось преодолеть целый ряд торговых ограничений. Производство, огранка и экспорт за рубеж драгоценных и искусственных камней продолжались и в военные годы, например, экспорт драгоценных камней через нейтральные страны в США продолжался как минимум до 1943 года — в этот решающий год войны только американский экспорт принёс Swarovski прибыли на сумму около 1,5 млн рейхсмарок. Драгоценная продукция экспортировалась через Швецию и Швейцарию.
Кроме всего прочего, война стала не только фактором накопления капитала, но и существенно укрепила трудовую дисциплину с повышением объёмов производства при сохранении норм оплаты труда, воспрепятствовала оттоку рабочей силы, сделав его невозможным, позволила Swarovski закрепиться за рубежом и обеспечить себе запас устойчивости на первые послевоенные годы.

### Послевоенное время
После поражения Третьего рейха Swarovski оказались под угрозой потери бизнеса. Однако им удалось избежать этого, во-первых, разыграв так называемую «еврейскую карту», сославшись на то, что одним из крупнейших инвесторов компании являлись представители еврейского капитала, во-вторых, уже начиналась холодная война, англо-американским силам могла потребоваться продукция Swarovski — и руководству компании удалось наладить связь с высокопоставленным офицером из американской оккупационной администрации в Австрии, который не просто содействовал сохранению ими бизнеса, но даже обеспечил беспрепятственный ввоз из Германии необходимого сырья для производства оптического стекла для своевременного выполнения заказов. Кроме того, они контактировали с агентом французской разведки. Оба указанных военных впоследствии заняли посты в менеджменте Swarovski. Журнал Forbes, опубликовав снимок членов семьи Сваровски, в подзаголовке к фотографии поместил следующую подпись: «Сваровски. Пережили Габсбургскую империю и Тысячелетний рейх».
Кроме оптики, по окончании войны заводы компании вернулись к производству ювелирных изделий, и благодаря грамотно выстроенной маркетинговой политике уже к концу 1940-х годов, Swarovski стала крупнейшим экспортёром в Австрии по объёму выручки в иностранной валюте, сохраняя этот статус на протяжении 1950-х годов. В послевоенное время к руководству компанией пришло третье поколение династии Сваровски. У Даниэля Сваровски было трое сыновей, каждый из которых унаследовал долю 30% в уставном капитале компании. Сыновья Фрица Сваровски — Манфред и Даниэль II — стали фактическими управляющими компанией в 1950-е и 1960-е годы, сосредоточившись на освоении компанией новых технологий производства и инновационных подходов. Большой проблемой, вставшей перед руководством компании, стал постепенный выход из моды стразов в Европе и США к 1970-м годам. Для решения проблемы привлекались опытные кризис-менеджеры, — не менее 24 было нанято в разное время, — предпринимались различные маркетинговые ходы для стимулирования потребительского спроса на ювелирные изделия Swarovski. Большим подспорьем стала диверсификация производственных направлений деятельности: Swarovski переключились на обработку натуральных алмазов и драгоценных камней, стали производить украшения для люстр и линзы для очков, что позволило удержать норму прибыли в приемлемых рамках. Журнал Forbes, называя Сваровски «австрийскими рокфеллерами», по уровню успешности и богатства сопоставил их с Де Бирс, и подчеркнув занятую ими нишу в международном бизнесе:

Лучшие друзья девушек — это, по-видимому, бриллианты, но клан Сваровски предпочитает стразы. Эти кристаллы сделали их миллиардерами.
Оригинальный текст (англ.)Diamonds may be a girl’s best friend, but the Swarovski clan prefers rhinestones. Those crystals have made them billionaires.
К тому времени, компания была уже в достаточной степени диверсифицирована. Так выглядели основные производственные предприятия в составе компании в 1958 году:
- Завод оптического стекла в Ваттенсе (головное предприятие)
- Комплекс шлифовальных цехов и мастерских в Ваттенсе
- Завод оптических приборов «Optik» в районе Абзам-Эйхат
- Завод ручной и инструментальной огранки «Tyrolit» в Шваце

На волне нахлынувшего успеха Сваровски удалось через их канадского контрагента Ирвинга Гернштейна стать мажоритарными совладельцами (не менее половины в уставном капитале) Zale, крупнейшей в мире сети ювелирных магазинов, до того являвшейся госкорпорацией в собственности американского правительства. В 1978 году члены семьи Сваровски основали компанию TyroleanJetServices, которая отвечает за деловые поездки в Swarovski.
Лабораториями Swarovski были разработаны инфракрасные прицелы и приборы ночного видения, лазерные дальномеры и перископические буссоли для корректировки огня с закрытых позиций.
Традиционным заказчиком оптической продукции Swarovski являются Вооружённые силы Австрии. Swarovski стабильно входит в пул крупнейших экспортёров австрийской военной продукции. В рамках международного военно-технического сотрудничества Австрии с другими странами оптические устройства и прицельные приспособления Swarovski поставлялись, в частности, Вооружённым силам Кувейта, после иракской оккупации страны они достались в качестве трофеев Армии Ирака.
Кроме того, партнёрские связи соединяют Swarovski с рядом оружейных компаний, в числе которых:
- ADI—Lithgow
- ArmaLite[39]
- Barrett[40]
- New Ultra Light Arms (NULA)
- Steyr[41]

Лабораторными подразделениями компании специально разработаны встроенные в рукоятку прицелы для австрийских автоматических винтовок StG.77, устойчивые к ударным нагрузкам, а также съёмные оптические прицелы для американских крупнокалиберных снайперских винтовок M82A1, устойчивые к воздействию отдачи. Кроме прицелов и биноклей для войск, компания занимается изготовлением морских биноклей и поставляет панорамные смотровые приборы и перископические прицельные приспособления для бронетехники (например, дневной/ночной прицел F-135 для лёгких танков типа AGS и VFM). Производство оптических приборов для военных заказчиков, сухопутных войск и флота, а также для гражданского рынка (охотников, фотографов, туристов) обеспечивало компании среднегодовую выручку около $100 млн в ценах второй половины 1980-х годов. К началу 1990-х годов, прицелы Swarovski стали пользоваться популярностью у снайперов сил специальных операций Армии США. Разведчик-снайпер 3-го батальона 187-го полка 101-й воздушно-десантной дивизии Армии США Хесус Медина заявил в интервью журналу Soldier of Fortune, что прицел Swarovski с «сеткой-ёлочкой» — идеальное дополнение к снайперской винтовке.
28 июня 1986 года центральная австрийская газета «Кроненцайтунг» опубликовала материал, в котором три компании — Swarovski совместно со Steyr и VÖEST — заявили о намерении сформировать военно-промышленный консорциум «Waffen AG» (он так и не был создан).

## Трудовые ресурсы
Производственный процесс на заводах компании характеризуется низкой текучестью кадров и поощрением трудовых династий, немало заводчан являются работниками Swarovski во втором и третьем поколении. Из 3 тыс. работников заводов в 1988 году около сотни проработали там по 35 лет и более, ещё 600 человек — более 25 лет. Компания поощряет рабочих сверх уровня, необходимого по закону, и имеет систему премирования и социальной защиты, которая превосходит формальные требования национального законодательства о защите трудящихся. В дополнение к этому обеспечивает рабочих съёмным и ипотечным жильём (ипотекой под низкий процент обеспечено более двух третей рабочей силы), выступает спонсором местного музыкального коллектива и т. п.

## Инновации
В 1956 году в сотрудничестве с модным домом Cristian Dior компания Swarovski создаёт знаменитый эффект AB (лат. Aurora Borealis, в переводе — «северное сияние»). Это стало прорывом в модной индустрии, а компания Swarovski продолжила работу над созданием новых эффектов и цветов кристаллов Swarovski. Ежегодно компания выпускает несколько новых цветов и эффектов, которые пополняют широкую палитру рассыпных кристаллов. Компания продолжает сотрудничество с ведущими дизайнерами мировой индустрии моды по настоящее время. Например, в 2014 году компания создала коллекцию кристаллов с Maison Martin Margiela, в 2015 году — с Jean-Paul Gaultier, а в 2016 году компания выпустила 2 коллекции новинок в сотрудничестве с дизайнером и исследователем Селин Кусто, внучкой знаменитого исследователя морских глубин Жака-Ива Кусто.

## Подлинность и логотипы
Все фигурки из кристаллов Swarovski отмечены фирменным логотипом. Изначально это был цветок эдельвейса как символа Альпийских гор, но в 1988 году его заменили изображением лебедя, который символизирует красоту, грацию, чистоту и благородство.
Почти на всех кристаллах и украшениях Swarovski присутствуют следующие логотипы:
- квадратный логотип Silver Crystal SC (1976—1988);
- логотип sCs/SCS (Swarovski Crystal Society, с 1987 по настоящее время);
- логотип в виде лебедя (с 1989 по настоящее время).

В 2021 году на свое 125-летие компания Swarovski обновила айдентику бренда и логотип.

## Кристаллы Swarovski
Кристаллы Swarovski не являются природным хрусталём, а также не имеют кристаллической решетки. Компания производит кристаллы из более чем 70 различных компонентов, большинство из которых засекречены и являются её ноу-хау. Swarovski постоянно работает над новыми технологиями и химическими формулами для совершенствования своих кристаллов.
С 2012 года компания Swarovski начала производство кристаллов нового поколения Advanced Crystal, которые не содержат оксида свинца (его доля в некоторых кристаллах не превышает 0,009 %) — компонента, который традиционно использовался в хрустале и кристаллах для придания им блеска и прозрачности. Поскольку оксид свинца — крайне токсичное, опасное соединение, компания Swarovski поставила перед собой задачу добиться новой химической формулы, исключающей наличие оксида свинца, но сохраняющей потребительские качества кристаллов. Этого удалось достичь в 2012 году. И с тех пор кристаллы Swarovski стали экологически безопасными.
Компания Swarovski производит декоративные фигурки, украшения, товары для дома, светильники, в том числе люстры. Отдельной строкой стоят компоненты Swarovski: кристаллы (стразы), подвески, бусины, пуговицы и многое другое, используемое иными компаниями-производителями для декорирования одежды, обуви, аксессуаров, мебели, украшений и многого другого. Партнёрами компании Swarovski являются самые известные бренды в мире моды и дизайна. В ассортименте компании Swarovski насчитывается около 15 000 различных вариантов компонентов.
Чтобы создать компоненты с необычными цветовыми эффектами, Swarovski наносит на некоторые из своих кристаллов специальные покрытия, такие как эффект «Аврора» («Aurora Borealis» — «Северное сияние», обозначается AB; обеспечивает появление на поверхности «кристалла» радужных отблесков и придает ему перламутровый блеск), Aurum, Silver (имитируют металлы) и многие другие. Именно эти кристаллы являются популярнейшими для украшения танцевальных костюмов в европейской и латиноамериканской программе спортивных бальных танцев. Стоимость костюмов определяется именно наличием камней, которых приклеивают или пришивают сотнями и тысячами.
Сейчас в портфеле компании более 80 различных цветов, около 30 эффектов, многочисленные огранки, формы и размеры.
В 2014 году были выпущены новые кристаллы (стразы) Swarovski с огранкой Xirius, обладающей 17 гранями.

## Swarovski Gems
Помимо производства кристаллов, компания занимается высокоточной огранкой синтетических и природных камней для ювелирной промышленности. Площадки камней маркируются лазерной подписью Swarovski. Ассортимент природных камней включает в себя: сапфир, аметист, цитрин, топаз и др. В 1950 году было учреждено дочернее предприятие Tyrolit-Schleifmittelwerke, и работы по этому направлению были переведены в Швац.
Ассортимент искусственно выращенных камней включает: фианит (диоксид циркония — минерал, созданный Физическим институтом Академии наук (ФИАН), откуда и произошло его название), шпинель, корунд, альпинит.

## Swarovski Optik
Старший сын Даниэля Сваровски Вильгельм увлекался астрономией, что привело его к изготовлению бинокля собственной конструкции.
Как самостоятельный субъект хозяйственной деятельности структурный филиал Swarovski-Optik GmbH был обособлен вскоре после Второй мировой войны, в 1945 году, с передислокацией производства в район Абзам-Эйхат.
В 1949 году компания впервые представила бинокль, в котором применялись асферические линзы, что обеспечивало высокую и равномерную чёткость изображения и низкий уровень хроматических аберраций при больших значениях угла зрения. Бинокли отличаются очень высокой ценой.

## Swarco
Младший сын Фрица Сваровски Манфред в 1969 году открыл в Австрии завод по производству стеклянных микросфер для дорожной разметки. Впоследствии компания расширялась в направлении разметочных материалов и дорожного оборудования. Связи с Optic позволили компании применять уникальные инновационные решения при производстве светофоров, управляемых дорожных знаков и светодиодных сигнальных модулей. На сегодня компания Swarco (SWARovski COmpany) является холдингом, предлагающим комплексные ИТС решения, который представлен более чем 80 компаниями по всему миру.

## Active-Crystals
Active-Crystals — линейка потребительской электроники совместного производства Swarovski и Philips с 2007 года. Линейка выпустила USB-флешки и наушники, а в 2008 году дополнилась беспроводными наушниками, украшенными кристаллами Swarovski.

## Шпионский скандал
В ходе работы над военной оптикой Сваровски прибегали к ведению промышленного шпионажа, в том числе с испльзованием контрабандных методов. Так, 2 апреля 1975 года в международном аэропорту им. Джона Кеннеди при посадке на рейс «Нью-Йорк — Мюнхен» авиакомпании Lufthansa сотрудниками Таможенно-пограничной службы США был арестован Манфред Сваровски — младший за попытку вывезти из страны контрабандным способом незаконно приобретённое им через нанятых подставных лиц оптическое прицельное устройство KB-25A вместе с технической документацией к нему (всё это было обнаружено в сумке задержанного при обыске). Это устройство, производившееся калифорнийской компанией Photo-Sonics, Inc., применялось в составе прицельно-вычислительного комплекса AN/ASG-26 Lead Computing Optical Sight для наведения стрелково-пушечного вооружения многоцелевых истребителей-бомбардировщиков F-4 Phantom II. Данная операция была предпринята арестованным, по-видимому, с целью разработки и производства собственных нелицензионных копий указанного прибора для СССР по заказу советской военно-технической разведки. В основу таких подозрений легли активизировавшиеся после экономического кризиса 1973 года деловые связи Манфреда Сваровски — младшего с социалистическими странами Восточной Европы и СССР. Описанное событие вызвало определённый резонанс, поскольку до этого пассажиры исходящих авиарейсов, отправляющихся из континентальных штатов, не подлежали обыску и досмотру, — досматривались лишь пассажиры прибывающих в страну бортов. Кроме того, арест и досмотр личного багажа Сваровски были произведены федеральными служащими без ордера, в нарушение соответствующего пункта четвёртой поправки к Конституции США. Руководство компании наняло для представления интересов своего родственника адвокатскую контору Kuh, Shapiro, Goldman, Cooperman & Levitt P. C., они оспорили указанный прецедент в судебном порядке, но Окружной суд Восточного округа Нью-Йорка был неумолим и вынес обвинительный вердикт подсудимому, впоследствии оставленный в силе Апелляционным судом 2-го округа США.

## Благотворительность
- «Кристалл надежды» («Crystal of Hope donated by Swarovski») — ежегодная премия за достижения в области борьбы с ВИЧ/СПИД[источник не указан 3231 день][57][58][59].